# Forging Ahead
Forging Ahead è il quarto album in studio del gruppo 2 tone ska britannico Bad Manners, pubblicato nel 1982.

## Tracce
Tutte le tracce sono dei Bad Manners tranne dove indicato.
1. That'll Do Nicely - 2:52
2. Salad Bar - 2:51
3. Tonight Is Your Night - 3:25
4. Samson and Delilah (Biblical Version) - 5:18
5. Exodus (Ernest Gold) - 2:45
6. Got No Brains - 3:48
7. My Girl Lollipop (Morris Levy/Johnny Roberts) - 4:59
8. Falling Out of Love - 3:23
9. Seventh Heaven - 3:28
10. Educating Marmalade - 3:16
11. What's Up Crazy Pup (Van Morrison) - 1:56
12. Your - 3:49

## Formazione
- Buster Bloodvessel – voce
- Louis Alphonso – chitarra
- David Farren – basso
- Martin Stewart – tastiere
- Brian Tuitt – batteria
- Andrew Marson – sassofono, banjo
- Paul "Gus" Hyman – tromba
- Winston Bazoomies – armonica, cori